# Spoorlijn Hellerup - Vigerslev
De Spoorlijn Hellerup - Ny Ellebjerg (Deens: Ringbanen), is een spoorlijn tussen Hellerup en Ny Ellebjerg van het stadsspoornet rond de hoofdstad Kopenhagen op het eiland Seeland in Denemarken.
De Danske Statsbaner (DSB) verzorgt het personenvervoer op dit traject met de zogenaamde S-togtreinen. De spoorlijn draagt de letter F en wordt daardoor o.a. in verkeersinformatie 'linje F' genoemd, af en toe nog met de toevoeging Ringbanen. 

## Geschiedenis
Tot 1911 lag het centraal station van Kopenhagen op de plek van de huidige Kampmannsgade. Vandaar liep de lijn naar Roskilde via Frederiksberg en de lijn naar Hillerød via Nørrebro. Tussen Nørrebro en Frederiksberg werd een verbindingsboog aangelegd voor goederenvervoer. Door het toenemend aantal treinen en autoverkeer in combinatie met het grote aantal gelijkvloerse kruisingen ontstond al snel een capaciteitsprobleem. Voor passagierstreinen werd dit probleem in 1911 opgelost door de opening van het huidige centraal station, goederentreinen maakten echter nog steeds gebruik van de verbinding via Frederiksberg om het goederenstation ten zuiden van het hoofdstation te bereiken. Om dit te verhelpen werd besloten tot de bouw van een nieuwe ringspoorlijn iets verder uit het centrum.
De spoorlijn werd geopend in 1930. Een gedeelte van de oude lijn Kopenhagen - Hillerød werd gebruikt tot Lersøen. Bij Flintholm werden verbindingsbogen gebouwd van en naar de lijn naar Frederiksberg, toen nog een belangrijke goederenbestemming. In Vigerslev werd een dubbele verbindingsboog gebouwd om in twee richtingen aan te sluiten op de lijn Kopenhagen - Korsør.

## Huidige Toestand
Door de bouw van de Sontbrug en de lijn Kopenhagen - Malmö verdween al het goederenverkeer van de lijn dat voorheen via Helsingør naar Zweden ging. De complete lijn werd gesloten in 2001 voor herbouw en heropend in 2002 voor lijn F van de S-tog, kortweg linje F. Het gedeelte ten zuiden van station Danshøj is nog in gebruik voor goederen, daar zijn twee aparte sporen voor personenvervoer gebouwd tot het nieuwe eindpunt Ny Ellebjerg.

## Stations
| Station           | Lijnen   | Geopend                       | S-tog                         | Opmerking                                                                               |
| ----------------- | -------- | ----------------------------- | ----------------------------- | --------------------------------------------------------------------------------------- |
| Hellerup          | B C E F  | 22 juli 1863                  | 15 mei 1934                   | aansluiting lijn Kopenhagen - Hillerød aansluiting lijn Kopenhagen - Helsingør Regional |
| Ryparken          | A F H    | 1 februari 1926               | 3 april 1934                  | aansluiting lijn Kopenhagen - Slangerup (tot 1 oktober 1972 Station Lyngbyvej) 150S     |
| Lersøen           | Gesloten | NB                            | NB                            | voormalig goederen- en rangeerstation aansluiting lijn Lersøen - Østerport              |
| Bispebjerg        | F        | 28 september 1996             | 28 september 1996             |                                                                                         |
| Nørrebro          | F        | 15 mei 1930                   | 3 april 1934                  | 350S                                                                                    |
| Fuglebakken       | F        | 15 mei 1936                   | 15 mei 1936                   |                                                                                         |
| Grøndal           | F        | 15 mei 1930                   | 3 april 1934                  | (tot 29 september 1996 Station Godthåbsvej)                                             |
| C. F. Richs Vej   | Gesloten | 2 februari 2002               | 2 februari 2002               | tijdelijk station tot opening station Flintholm                                         |
| Flintholm         | C F H    | 24 januari 2004               | 24 januari 2004               | aansluiting lijn Hellerup - Vigerslev                                                   |
| KB Hallen         | F        | 8 januari 2005                | 8 januari 2005                |                                                                                         |
| Ålholm            | F        | 8 januari 2005                | 8 januari 2005                |                                                                                         |
| Danshøj           | B Bx F   | 8 januari 2005                | 8 januari 2005                | aansluiting lijn Kopenhagen - Korsør                                                    |
| Vigerslev Allé    | F        | 8 januari 2005                | 8 januari 2005                |                                                                                         |
| Gl. Køge Landevej | Gesloten | 8 januari 2005                | 8 januari 2005                | tijdelijk station tot opening station Ny Ellebjerg                                      |
| Ny Ellebjerg      | A E F    | 8 januari 2005 6 januari 2007 | 8 januari 2005 6 januari 2007 | aansluiting lijn Kopenhagen - Køge                                                      |

## Aansluitingen
Hellerup
Spoorlijn Kopenhagen - Helsingør (Kystbanen)
Spoorlijn Kopenhagen - Hillerød (Nordbanen)
Spoorlijn Hellerup - Klampenborg (Klampenborgbanen)
Ryparken
Spoorlijn Kopenhagen - Hillerød (Nordbanen), tot 1911
Spoorlijn Lersøen - Østerport
Flintholm
Spoorlijn Frederiksberg - Frederikssund (Frederikssundbanen)
Danshøj
Spoorlijn Kopenhagen - Korsør (Vestbanen)